# 美国陆军第442步兵团
第442步兵戰鬥团（英語：442nd Regimental Combat Team），是第二次世界大戰時期美国陆军一個幾乎由第二代日裔美国人組成的團級作戰單位，士兵主要由在美國出生的日裔美国人组成，儘管他們的許多家人在當時被囚禁。
442团正式编成于1943年4月，在第二次世界大戰期間的欧洲战场戰鬥，主要包括在義大利、法國南部與德国在內的戰鬥。该部队最初人员约4000人，因伤亡人数众多，至二战结束补充的人员数量是原人数的2.5倍，总计约有14000人曾在二战期间在该部队服役，共获得9486枚紫心勋章。442团曾獲八次美國總統部隊嘉許獎，且有21位成員獲得二戰荣誉勋章，暱稱為紫心部隊（Purple Heart Battalion）。

## 背景

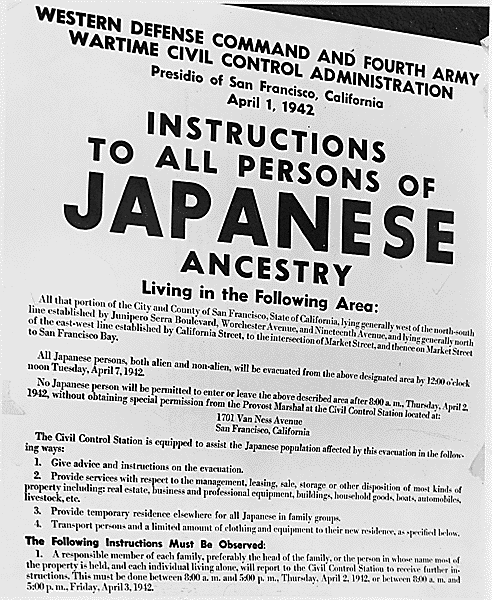
1942年4月，一張針對有日本血統的美國公民軍事命令

這些曾於二戰戰鬥的日裔美國人，絕大多數均在美國出生，屬於日裔美国人第二代。
起初在1941年12月7日，日本攻擊珍珠港之後，日裔美籍的男性立刻歸類為敵國僑民，故因此不需接受徵兵。
1942年2月19日，羅斯福總統簽署了第9066号行政命令，授權軍事當局战争部长，或相當的軍事指揮官，得指定任何地方為軍事區域。在該區域的任何人，停留或離開，均應當遵從軍事指揮官的決定，軍事指揮官可以在他的自由裁量權範圍內，排除或扣押進入的任何人，然而這個命令並未明確針對有日本血統的人；但在1942年三月，掌管美國陸軍美西防衛司令部和第四軍團的約翰·迪威特中將依照該行政命令，發布了第108號軍事公告。因為懷疑太平洋海岸可能將受攻擊，所以指定該地全部為軍事區域，並設下宵禁。
而日裔美國人最先是遭禁離開該區，其後又被限制停留在該區。日裔美國人能遵守這些相互矛盾命令的唯一方法，是屈從撤到內陸的再安置中心，這導致超過十一萬名有日本血統的人，被迫從他們的居住地，搬遷到位於美國西岸，有警衛看守的遷徙營。
當1942年初，美國戰爭部宣布，免除全部有日本血統士兵的現役身分時，美國陸軍航空軍駐夏威夷指揮官埃蒙斯中將也裁示解編夏威夷領地警衛隊（Hawaii Territorial Guard），和以夏威夷大学學生為主所組成的預備軍官訓練團。但他保留了在夏威夷的第298和第299團中，超過一千三百名的日裔美籍國民兵。
被免職的夏威夷領土警衛隊成员向埃蒙斯将軍請願，要求准许他们加入戰爭準備。埃蒙斯中將同意他們的请愿，所以他們成立了一個叫做大學勝利志願團（Varsity Victory Volunteers）的隊伍，执行各种各样的军事建设工作。
由于担心日本軍入侵時日裔美籍士兵的忠诚度，美國戰爭部建议在第298和第299團的日裔美籍士兵重組為“夏威夷临时營（Hawaiian Provisional Battalion）”且派送到本土，是項提议得到批准。1942年6月5日，夏威夷临时營為了訓練啟航。6月10日，他們在奧克蘭登岸，兩天後送往威斯康辛州的麥考伊營。6月15日，這個營命名為第100獨立步兵營—夏威夷語的“One Puka Puka”。
在贏取胜利志願隊显示出他們對美國的貢獻時，100步兵營於訓練中同样表现良好。於是在1943年2月1日，美國政府推翻它先前對日裔美國人不許在軍隊服役的決定，批准編成一個以日裔美國人為主的戰鬥單位。幾天後，政府要求全部被拘禁者回答一份忠诚度問卷調查，用於日裔美籍第二代的徵兵登記。
問卷調查的第27题，询问合乎条件的男性公民：“你是否愿意服役於美國軍隊的戰鬥職務，不管是什么安排？”和第28题：“你能否宣誓完全對美國拥护，以及全心全意保卫美國免於來自任何外来或国内的軍事攻擊，且宣誓放弃以任何形式效忠或服从日本天皇，或任何其他外國政府、政權或組織？”
這兩個問題的合格答案是「YES」，但是有近四分之一的日裔美籍第二代男性公民一致回答「NO」，或答案「有保留」，有些則留下空白未填寫。他们批评這是讓日本人送葬，或是搞種族歧視，例如《不、不！男孩！（No-No Boy）》書中的拒絕。不過，仍有超過百分之七十五的人表示他們自愿应募，和宣誓效忠美國。
之後，美國陸軍公告，徵求一千五百名來自夏威夷，和三千名來自本土的志愿兵。在夏威夷，有一萬名男性應募；但在本土，有著日本血统，達法定年龄的役男，大多數因為家人仍關押在拘留營，對於通告不如他們热情。於是陸軍修正了員额，改為在夏威夷徵求兩千九百名，本土一千五百名，但仍僅有1,256名志願者來自本土。最後，大约三千名來自夏威夷，和八百名來自本土的男性入伍。
羅斯福總統於宣布編成第442步兵戰鬥團時曾說：“美国精神不會，也从不考慮一個人的种族或血統。”。結果使更多來自本土的日裔美國人加入徵兵，最終人數達到了一萬四千名男性，這些人有一大部分任職於442團的隊伍中。

## 訓練與組織

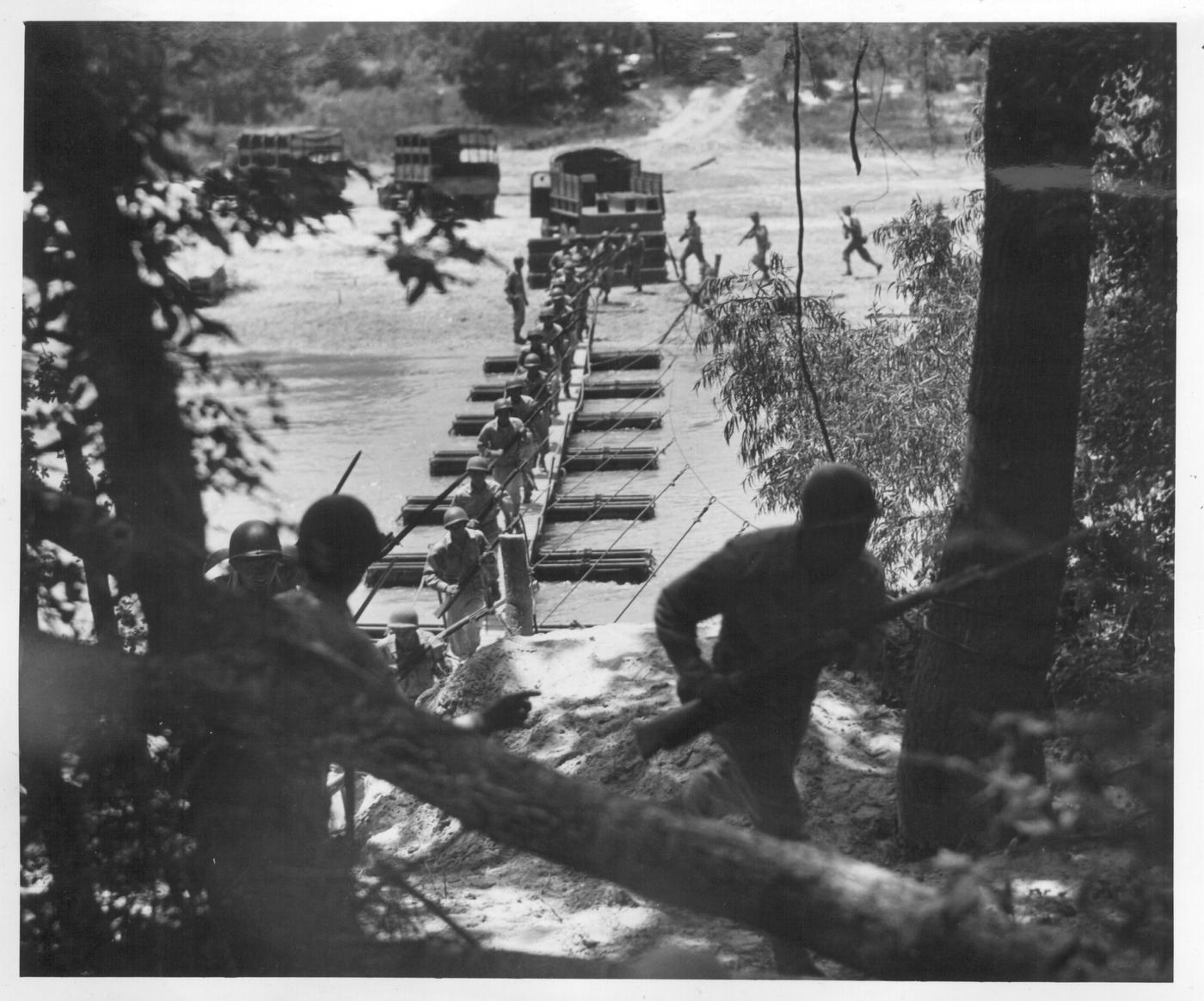
在謝爾比營訓練中的442團：建造一座浮橋，然後在對面進攻。

截至1944年6月止的第442步兵團組織結構圖

截至1944年6月止的第442步兵团组织结构图

第100步兵營重新安置到密西西比州的謝爾比營，最終，100營也加入了三千名來自夏威夷，和八百名來自本土拘留營的志願兵。是在由3名白人大隊長指揮下，下級軍官都是由日裔擔任。
尽管是一個團級戰鬥隊，但442戰鬥團有自給自足的三個步兵營作戰編組（原本是第一、第二和第三營，随后第100步兵營取代第一營），及第522野戰砲兵營、第232工兵連、一個反坦克連、加農砲連、支援連、醫務支隊、本部連，與第206軍樂隊。
雖然獲准加入志愿兵，日裔美籍的血统使他們普遍禁止前往太平洋戰區作战，他們被安排到欧洲战场，參與对抗轴心国的戰鬥。但德裔血統或義裔血統的美國人没有这样的限制，實際上在那里的德国裔美国人和意大利裔美国人比日裔美國人多得多。
大多数自認對日語十分精通的人，進入了美國陸軍情報部（MIS）。這些人先派遣到明尼蘇達州薩維奇營的MIS語言學校，以強化他們的語言技能，和接受軍事情報訓練；後担任翻译或口譯，以及在太平洋中缅印战区的间谍。
当442團在密西西比受訓的同时，100營開拔到北非的瓦赫蘭，加入預定入侵義大利的部隊，隸屬於第34步兵師第133步兵團。

## 與100營的重聚

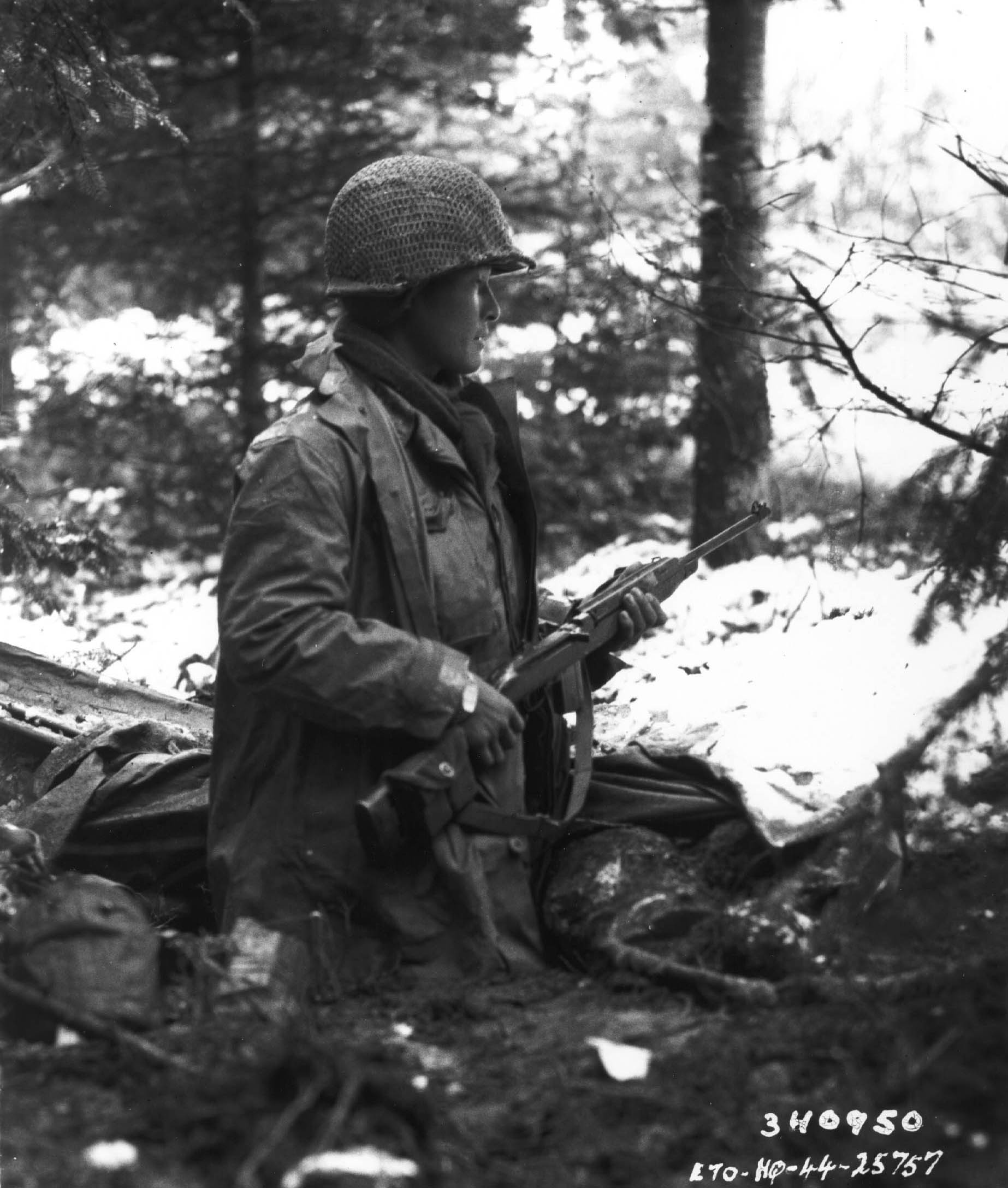
1944年11月，在法国的一位442战斗团的班长，正在对德军部队进行调查。

442團戰鬥群除第一營仍留在美國訓練第二代日裔美國人外——第一营徵來的许多成员後來都成為100營的补充兵——于1944年5月1日從漢普頓錨地起航，5月28日在安濟奧登陸；6月11日，與100營在羅馬北部的奇維塔韋基亞會合，配屬（attached）於第34步兵師。6月15日，100營從第34步兵師的第133步兵團改隸屬於442團；8月14日，正式指定100營為442團第一營，但允許保留它的單位名稱，以褒獎它卓越的戰鬥经历。
1944年9月5日，在謝爾比營的442團第一步兵營，改編為第171獨立步兵營。

## 首次接戰
1944年6月26日，這個新成立的第二代日裔美國人部隊，在伯法迪爾鎮一同進入了戰鬥狀態。100營因他們的作戰而单独獲得一座美國總統部隊嘉許獎，尽管他們是配屬於442團下。
二營和三營是第一次在猛烈交火下接觸敵人，F連承受了最激烈的攻擊。100營下令A、B和C連加入戰鬥，並採用一條掩蔽路線，預先由東邊到达伯法迪爾东北方的制高点。
敌人並不知道100營已在伯法迪爾鎮布下了圈套：要從侧面攻击德軍的通路。C連封鎖了小鎮的入口，A連封鎖出口。此時在伯法迪爾内的442團第二營正受到來自德國人沉重的火網射擊，而德國人仍未察觉到他們的处境。
B連停留於制高点，對東面暴露的德軍实施一波奇襲，C連再向逃跑和筋疲力尽的的德國人侧面攻击，接著驅趕殘餘的德國人給A連。
第100步兵營的三個連，於作戰中全都大胆地面對來自各式致命的武器和坦克射击，且战斗中沒有火砲支援…（略）

這些顽强进取的男子汉，与人数上占优势的敵人搏斗，他們立即迅速的完全歼灭攻击侧面阵地的德軍…(略)

第100步兵營官兵战斗時的坚韧和勇猛表現，顯示了美國陸軍的優良传统。（摘自美國總統部隊嘉許獎的评论）
伯法迪爾的戰鬥，显现442團能夠独立完成他們的任務；另一方面，100營也展現了他們成軍數月以來独特的斗志。在通过薩塞塔前，442團连同它的第一營（即第100營），於交战多場後，赶走了北面的敵人。
在經過幾天的休息後，442團於7月1日再次参加了联合作戰，經切奇纳朝阿諾河移动。7月2日至5日，於140高地，与大批敵軍進行了一場艰苦战斗；7月7日，100營奪下卡斯泰利纳马里蒂马鎮，之後442團抵達阿諾河。

### 140高地和卡斯泰利纳马里蒂马
在七月的前三週，442團和它的第一營（即100營），在德軍持续攻擊的不利情况下与之对阵，带头俘获了331名，與擊斃1,100名敵人。

#### 140高地
140高地是敵人的主抵抗線，德軍一個有砲兵支援的独立營控制這處高地。二營和三營受到持續的砲擊，砲弹打向他們紧挨着這處高地挖掘的戰壕。二營G連和三營L連，除指揮官和机枪班外皆遭殲滅。接下來的幾天，34師在此遭遇沉重的抵抗，442團的進展微乎其微，僅能稍微改善他們的处境。
之後，第232工兵連協助拆除放置於442團行進路徑間的地雷，二營移動到140高地的东面，三營移動到西面，兩個營會合對德軍侧翼攻擊。直到7月7日，當德國人最終放棄抵抗時，高地才在34師的控制之下。
因德軍如此激烈的抵抗，140高地遂稱為“小卡西諾”（Little Cassino）。
“當140高地除了伤亡者外，幾乎到處都是醫務兵時，你不會想要談論死伤人數。”
“這是自突破卡西諾和安濟奧之后，34師在前線所遇過，比任何时候都顽强的德國人。”

#### 卡斯泰利纳马里蒂马
攻下140高地的同一天，對卡斯泰利纳马里蒂马鎮的戰鬥也告開始，100營率先突襲城鎮西北边的制高點。
黎明之前，C連二排进入鎮中，遭遇到來自德軍的沉重抵抗和重重反擊，但他们抵擋住了。此時，B連由北边進入卡斯泰利纳马里蒂马，同樣遭遇頑抗。
他們先協助在140高地防御的二營和三營，然後在第522野戰砲兵營支援下，迫使德軍放弃了重砲轟擊，且於7月7日1800時撤退。之後，100營在防守城鎮與搜查下，度过一整天的等候，直到接防部隊到达。
在7月25日442團到达阿諾河以前，雖僅40英里（64）的距離，但他們遭遇來自每个城鎮的猛烈抵抗；當羅馬阿諾河戰役结束時，100營與442團已於过程間損失了1,272人（17人失蹤、44人非戰鬥受傷、972负伤，和239人陣亡）。
當442團移動到阿諾河負責巡逻時，他們也獲得了7月25日至8月15日的休養。在8月31日穿越阿諾河時，他們看守河的北面，以便橋樑建成。相較先前而言，算是比較平靜的。
9月11日，442團從第五軍團的分遣隊，改配屬於第七軍團的第36師。

## 反坦克連
7月15日，反坦克連自最前線抽調出來，配置在盟軍第1空降特遣隊下的517伞兵團。他們在羅馬南部的一處機場受訓，准备在8月15日龍騎兵行動時，於法國的勒米伊附近著陸。
為了能正确操作和使用滑翔機装载貨物，他們花了幾週做適應訓練。這些滑翔機有48英尺（15）長，和15英尺（4.6）高，可容納一輛吉普車、一輛滿載彈藥的拖車，或一座英國製6磅反坦克砲。
這場8月15日至9月14日入侵法國南部的戰役，大多數駕駛滑翔機的人，都在撞上树或敵軍高射砲后，才於崎岖不平的地形着陆；但他們仍堅守他們的阵地好几天，直到由海上到来的盟軍部队接替。
在接下來的兩個月，反坦克連負責警戒第七軍暴露的右側，和保护517團空降部队。這個單位也清除地雷、俘虜德軍、看守道路與隧道。
因戰鬥時的滑翔機與步兵的貢獻，使442團獲得它的第二座美國總統部隊嘉許獎，和第7軍的戰鬥步兵章，且反坦克連是442團唯一获得滑翔機徽章的單位。
於十月中下旬，在尋找“迷路大軍”的艰苦戰鬥期间，反坦克連重新加入了442團。

## 佛日山脈

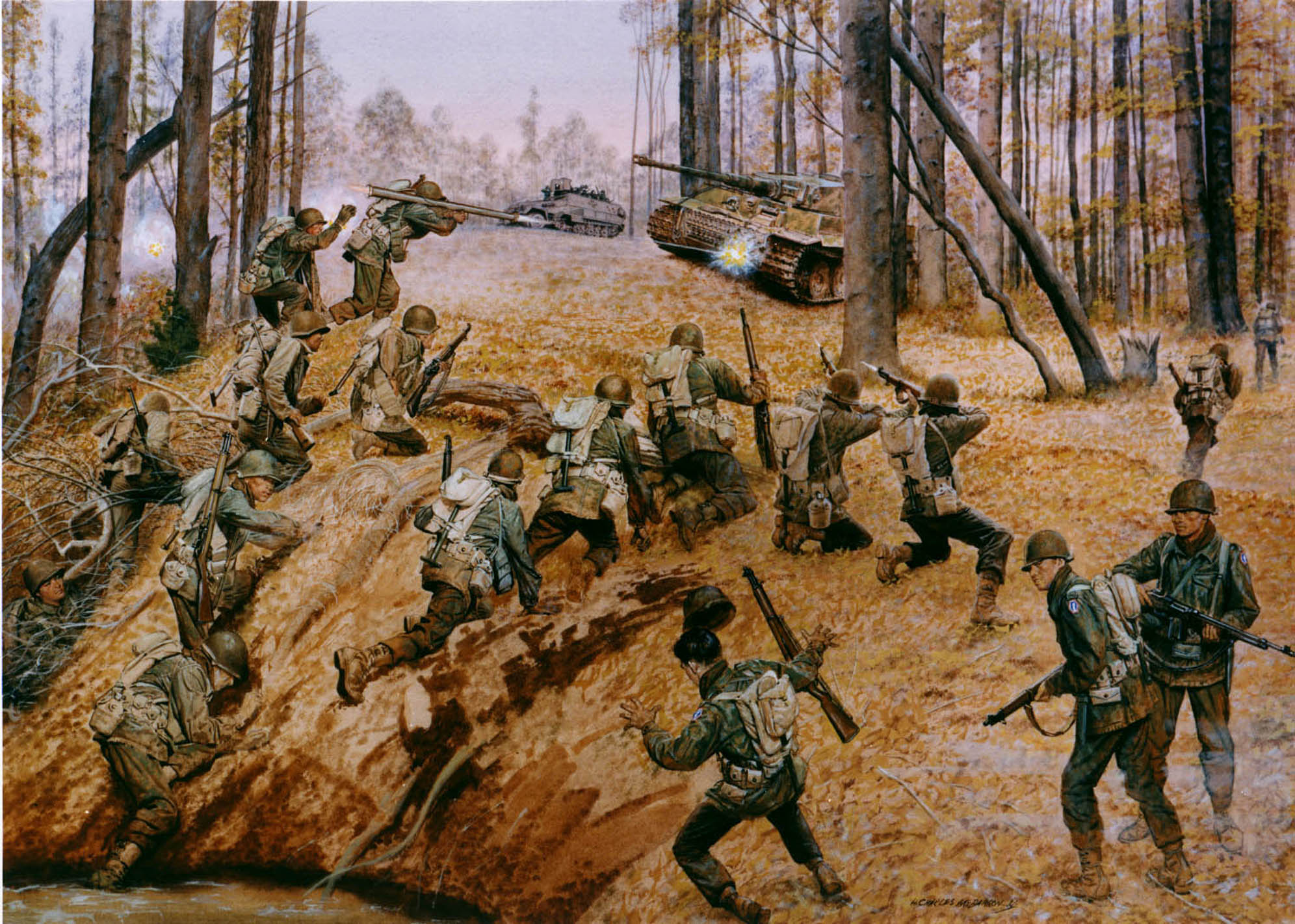
描繪442步兵團在法國佛日山脈作戰的圖畫

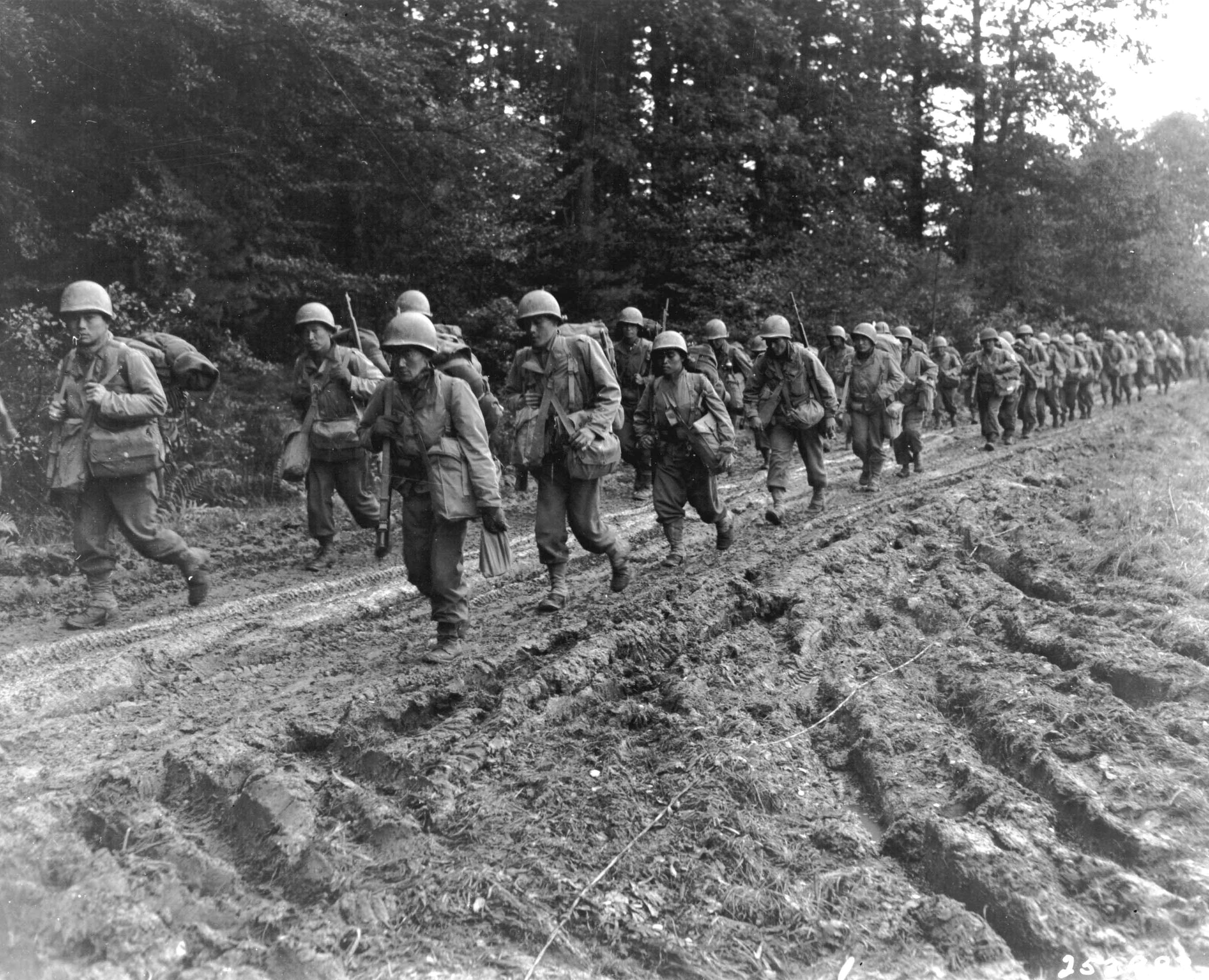
1944年10月14日，第442步兵戰鬥团在法國尚布瓦地區的一條泥濘道路徒步行軍。

離開那不勒斯後的9月30日，442團在马赛登陸。至10月13日为止，在接下來的幾個星期間，他們透過行軍和坐棚车，長途跋涉了500英里（800），以通过罗纳河谷。
1944年10月14日的傍晚時分，442團的開始移往陣地，准备突擊布吕伊埃雷代號A、B、C和D的四處高地。A高地在布吕伊埃雷的西面，B高地是北面，C高地是東北面，D高地是東面。
要想拿下這座城市，關鍵就在高地，而每處高地都有重兵看守。希特勒下令最前線德軍不惜以一切代价戰鬥，因這裡是德國與盟軍間的最後界線。
10月15日，442團開始它對布吕伊埃雷的攻擊。100營移動到A高地，此處由武裝親衛隊第19憲兵團控制；二營逼近B高地，三營在布吕伊埃雷左面。
雖然442團的大多数人在義大利的草原地带曾有丰富经验，但佛日山脈與之截然不同的地形，是442團先前不曾經歷的。於开始穿过佛日山脈的行动期間，這個部隊面臨濃霧、泥濘、暴雨、大片樹林、高地與敵人大量的槍砲與火砲射擊。

### 布呂伊埃雷

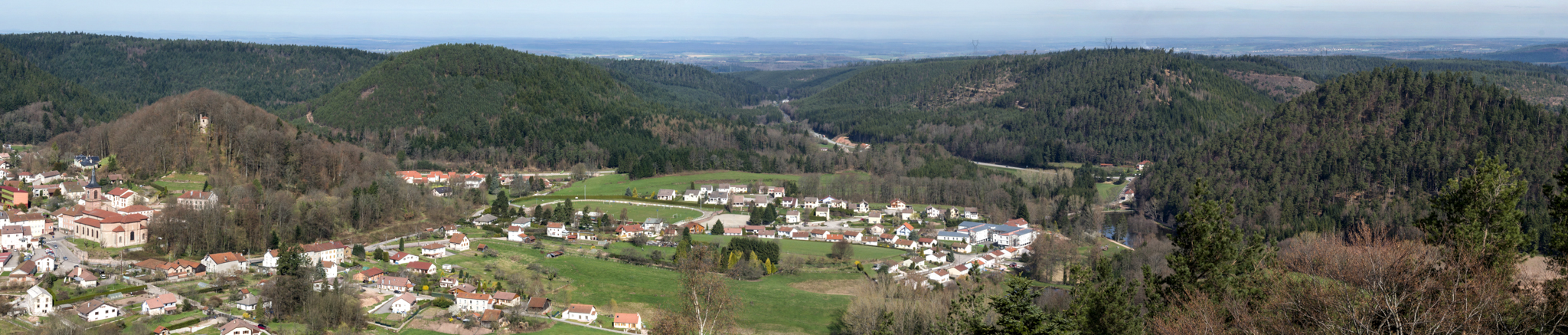
今日的布呂伊埃雷，為ABCD四處高地圍繞（由左至右）

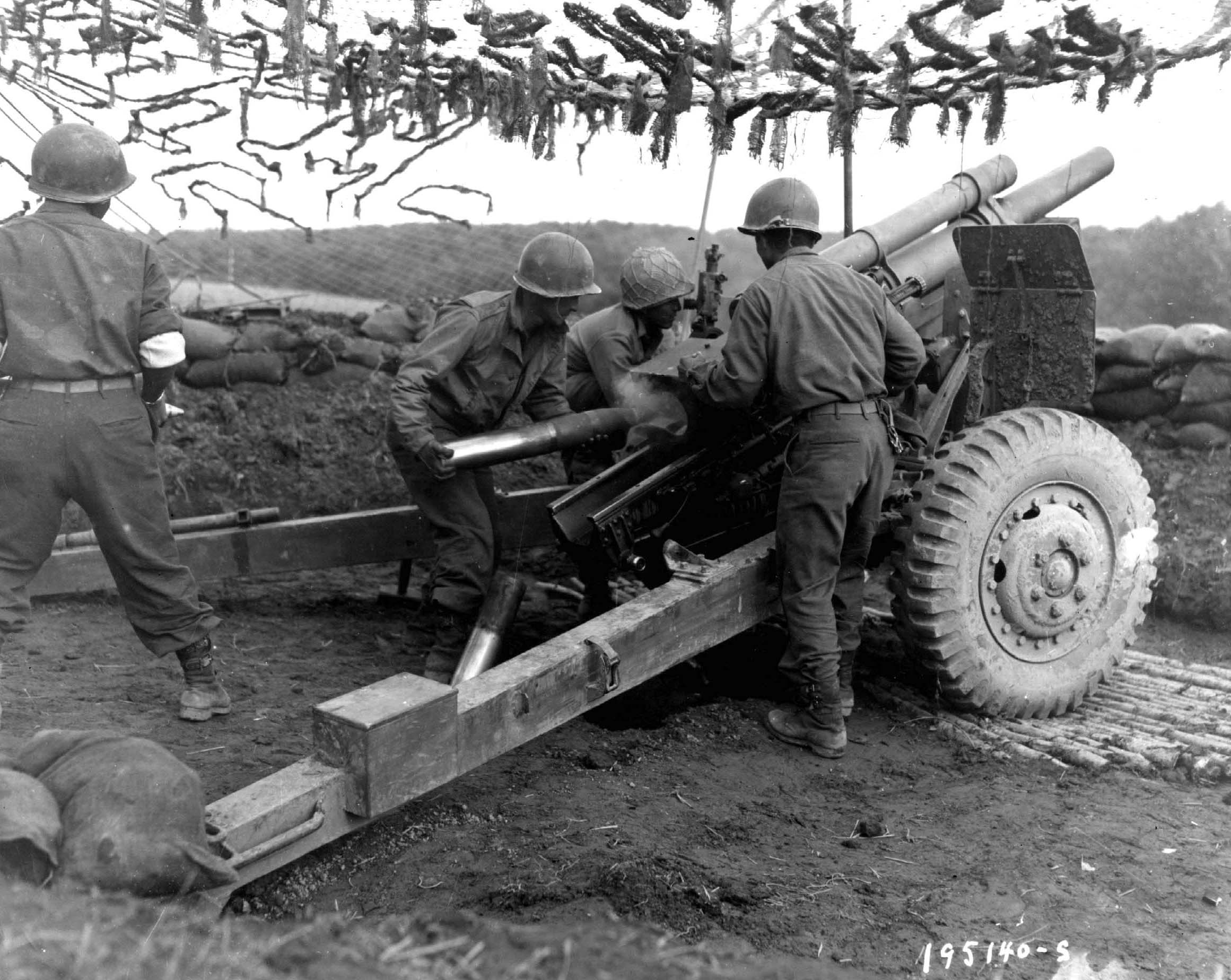
1944年10月18日，522砲兵營支援對敵軍的砲擊

在強攻敵人的機關槍、狙擊手，與一波波连续的砲火轟擊，解决了德國人之後，10月18日清晨三點，100營终于奪下A高地。几个小时後，二營以类似的方式奪下B高地；鞏固A高地和B高地後，三營就和36步兵師的142團一同從南方開始突擊，232工兵連破坏周圍的混凝土擋牆，打開往布呂伊埃雷的通道，442團俘获了包括有波兰人、南斯拉夫人、索馬里人，與一個東印度人的團：“自由印度”、198燧發槍兵營的2連和3連、736擲彈兵團、192装甲掷弹兵團，和134名德意志國防軍成員。
經過三天交戰後，布呂伊埃雷陷落了，但形勢尚未安全。因在C高地和D高地制高點的德國砲兵部队，经常以密集火力砲击城鎮；若要確保布呂伊埃雷，則有必要取得C高地和D高地。
442團起先拿下了C高地和D高地，但他們未能鞏固該地前便遭擊退，於是又落入德國人掌控。
10月19日中午，二營和三營奉命奪取D高地。他們拿下D高地一處鐵路路堤，但未能確保後離開；10月20日晚上，100營開始移向C高地，同時德軍部隊夺回D高地。
100營奉令回到布呂伊埃雷進行整補，放任C高地上的德軍部隊；惊喜的是此時另一个美軍師抵达了陣地，而夺回高地的代价，是又100名的傷亡者。
232連的工兵們拆卸路障，清除树木，和在戰鬥之中全部的戰場地雷。在此不久後，D高地重回盟軍掌握，至此总算守住了城鎮。
100營在一段当之无愧的休假後，加入比豐坦之戰。

### 比丰坦
100營本來的命令是奪取制高點，但最终受命攻入城鎮。
登陸後，100營因德軍部隊的包围而陷入苦戰：與442團的外部無線電連絡、砲兵支援隔絕。100營挨家挨户的与敌人交火戰鬥，並迎战多起的防禦反擊，從10月22日持续战斗到10月23日黃昏。
442團三營抵達後，幫助100營驱散殘餘的德軍部隊，比丰坦交36師掌管。10月24日，36師的第143步兵團接防。100營和三營派到北方的另一座小鎮「貝爾蒙特」（Belmont）。
在短暫休息後，他們奉令於九天的不斷持續戰鬥下拯救「T-Patchers」，即36步兵師「德州師」的141步兵團，其下的第1營即日後著名的“迷路大軍”。

## 迷路大軍
在不到兩天的整備後，442團奉命尝试营救比豐坦東邊兩英里的“迷路大軍”。
10月23日，不久後就以“阿拉摩”（Alamo）團而為人所知的141團，在倫奎斯特（Lundquist）上校的率領下，向自朗贝维莱至比丰坦的德軍防線發動進攻。10月24日的週二早晨，技術士官查爾斯·亨利·柯立芝指揮的141團左翼在10月25日至26日間與数量庞大的德軍展開激戰。然而，當撤退指令發出時，141團右翼單位卻沒有收到。隨著141團右翼的指揮所被德軍攻佔，威廉博德（William Bird）中校的第一營A、B、C連，以及D連的一個排，都被切斷在敌人封锁线后的2（1.2英里）處，共有275人。
“迷路大軍”處於德軍部隊圍困下近一周。他們被迫就地掘壕防守，等待援軍。而直到將近一週之後他們才重新看到趕來解圍的友軍身影。
10月27日，週五的凌晨四點，達奎斯少將下令442團出發营救被围困的部队。
442團得到了522砲兵和133野戰砲兵部隊的支援，但最初在前線与德國將軍威廉·李西特（Wilhelm Richter）的步兵和砲兵对阵下，幾乎沒有取得進展。
接下來的幾天，風雨與德軍一同阻碍他們的前進，442團經歷了其在這場戰爭中參與過的最慘烈的戰鬥。暗夜與濃霧阻礙著士兵，因为能見度甚至不足二十英尺；許多士兵不得不緊跟其前面的人以知道自己在往哪裡走。當他們繼續深入孚日，并更接近德軍前線時，雨雪、寒冷、泥濘、疲劳、戰壕腳，乃至爆炸中倒下的樹木無不困擾着他们的前進。與此同時，141團受困的部隊繼續固守來自各個方向的進攻。
向141團受困部隊空投的彈藥與食物補給若非因為大霧而取消，不然就是投到了德軍陣地。事實上，德軍起初並不知道他們已經包圍了一個美軍作戰單位，直到他們發現有補給空投給這支美軍部隊。
德軍要面對的戰鬥同樣激烈。來自薩爾茨堡（Salzburg）的山地獵兵（Gebirgsjager）202營與來自加爾米施（Garmisch）的山地獵兵201營之間，被美軍截斷。最終，交戰雙方都成功解救了己方的被困營隊。
隨著442團向德軍陣線縱深推進，前進變得越發艱難——他們被德軍壓制在散兵坑里或樹后難以起身攻擊。然而，僵局在一刻間突然打破。I連和K連的士兵本來都在一片胸墻后掩蔽，但是，當每一個人都看到另一個起身攻擊，大家一個個都站了起來。然後他們向德軍陣地發起了衝鋒，每一個日裔士兵都大喊著衝向德軍，很多人甚至如同日軍的“萬歲衝鋒”一般喊著日語的“萬歲！”（Banzai!）。
德軍洛林上校的擲彈兵拼命抵擋，但此時已經沒有什麼能夠阻擋這些日裔美軍士兵們衝上陡坡，把手榴彈拋向他們的戰壕。最終德軍擲彈兵的防守瓦解，殘部潰逃。而美軍亦傷忙慘重，1連2排僅剩2人，1排則減員至20人。30日下午，三營穿越了德軍防線并成功到達141團受困部隊所在。以442團傷亡逾800人的代價解救了這211名被困的官兵（141團來自德克薩斯州，士兵稱為T-Patchers）。然而，442團的戰鬥還沒有結束，他們奉命繼續推進到孚日圣迪耶一線，直到11月17日才撤回。此時，第100營已經從1年前1,432的完整編制減員至239名士兵和21名軍官；第二營減員至316名士兵和17名軍官；第三營沒有一個連剩餘士兵超過100人；整個第442步兵團（包括第100營）只有不到800名士兵。在1944年10月13日加入第36步兵師的編制時，這個戰鬥單位擁有2,943名官兵，但是僅僅在三週之後，其中140人陣亡，1800人負傷，43人失蹤。

## 單位戰歌
歌名：Go for broke!
原文

Four-Forty-Second Infantry—

 We're the boys of Hawai'i nei—

 We'll fight for you

 And the Red, White and Blue,

 And go to the front...

 And back to Honolulu-lulu.

 Fighting for dear old Uncle Sam

 Go for broke! HOOH! We don't give a damn!

 We'll round up the Huns

 At the point of our guns,

 And vict'ry will be ours!

 GO FOR BROKE! FOUR-FOUR-TWO!

 GO FOR BROKE! FOUR-FOUR-TWO!

 And vict'ry will be ours!

在 Youtube 上還有播放，現有兩個主要板本2戰清快板(在美板維基中Hawai'i nei—是指美麗的夏威夷 ("Beautiful Hawaii") )，及現役美軍慢板。

## 著名成員

### 榮譽勳章獲獎團員
- 羽白二四三（日语：バーニー・F・ハジロ）：荣誉勋章和法國榮譽軍團勳章得主
- 長谷本幹夫（日语：ミキオ・ハセモト）
- 林良 (军人)（日语：ジョー・ハヤシ）
- 林静也（日语：シズヤ・ハヤシ）
- 丹尼爾·井上：獲荣誉勋章和紫心勋章、曾任夏威夷州選美國參議院議員、美國參議院臨時議長[39]
- 小橋川榮喜
- 黑田利男（日语：ロバート・T・クロダ）
- 茂戸薫（日语：カオル・モト）
- 旨森貞夫（日语：サダオ・ムネモリ） - 首位受勳者
- 村永清（日语：キヨシ・K・ムラナガ）
- 中江正人（日语：マサト・ナカエ）
- 仲嶺真榮（日语：シンエイ・ナカミネ）
- 中村健造（日语：ウィリアム・K・ナカムラ）
- 西本真織（日语：ジョー・M・ニシモト）
- 大畠正春（日语：アラン・M・オーハタ）
- 大久保和男（日语：ジェームズ・K・オークボ）
- 奥津幸雄（日语：ユキオ・オクツ）
- 法蘭克·大野（日语：フランク・H・オノ）
- 大谷一雄（日语：カズオ・オータニ）
- 坂戶太郎（日语：ジョージ・T・サカト）
- 田上隆行（日语：テッド・T・タノウエ）

### 杰出服役十字勋章獲獎團員
- 赤星光雄
- 荒尾泰昌
- 粟国政雄
- 藤原好美
- 平田政人
- 飯田新一
- 金永玉 - 該團唯一的韓裔美籍團員[40]。
- 河田喜一
- 黒田春人
- 間所文雄
- 増田一雄
- 又吉真栄
- 宮本富士男
- 宮城武一
- 中崎清
- 大野好美
- 大竹正直
- 笹岡五六
- 杉山東吾
- 末廣勝
- 高田繁雄 - 首位受勳者
- 竹本恒雄
- 谷本忠行
- 田添良雄
- 山永勇
- 山城権盛
- 安竹博
- 與儀松市
- 横田雪雄

### 其他團員
- 松永正幸：夏威夷州選眾議院議員（1962年-1976年）、夏威夷州選參議院議員（1977年-1990年）[41]
- 衛藤健（日语：モンタナ・ジョー）
- 正岡優（日语：マイク正岡）
- 戴爾·石本（英语：Dale Ishimoto）：活躍於電視劇、電影和廣告的演員[42]
- 伊藤進（英语：Susumu Ito）：哈佛醫學院細胞生物學和解剖學名譽教授（1960–1990）[43]
- 菊池功（英语：Isao Kikuchi）：平面設計家、插畫家。曾經為「Welcome Home Swallows」和「Blue Jay in the Desert」繪畫插畫。
- 連恩·中野（英语：Lane Nakano）：參演了1951年美國電影「Go for Broke!（英语：Go for Broke! (1951 film)）」。
- 田尻慎吉（英语：Shinkichi Tajiri）：雕刻家COBRA會員，1955年金棕櫚獎短篇影片得獎者，獲美軍頒發紫心勳章。

## 相關媒體作品
- 《99年的愛》：在2010年TBS製作的5部共10小時的史實式的日語記錄片中，對這日裔美軍進行了詳細描述。草彅剛飾演的平松家長子一郎，是第二代日裔美國人，後加入442團，於營救迷路大軍時戰死[44]。
- 《火線外的決戰點（英语：American Pastime (film)）》：直譯為《美國消遣》，由翁倩玉等人主演，2007年電影。劇情描述二戰時日裔美國人在收容營的生活，劇中主角的長子後來加入了442團。
- 《二世部隊（英语：Go for Broke! (1951 film)）》：1951年上映，在當時是少見以正面角度描述442團與日裔美國軍人的電影；由於版權人沒有提出申請，該片已於1979年時在美國進入公有領域（英语：List of films in the public domain in the United States）。[45]
- 《The Gallant Men（英语：The Gallant Men）》：1962-1963年，由美國國家廣播公司製播的電視劇，台視於1963-1964年播出時譯為「八勇士」，因有主要角色有八位，參見臺灣電視公司節目列表#1963年。
- 《兩個祖國（日语：二つの祖国）》：1983年日本作家山崎豐子所著小說，主角天羽賢治的弟弟天羽勇加入442步兵團前往歐洲戰區作戰。該書改編之NHK大河劇《山河燃燒》中仍延續此劇情。
- 《小子難纏》（The Karate Kid）：1984年電影，片中男主角的師父（森田則之飾演）曾服役於442團並獲得獎章，之後由希拉里·斯旺克主演的續集《新小子難纏》（The Next Karate Kid）中師父仍有登場。
- 《珍珠港孤軍（英语：Only the Brave）》：，2006年電影。劇中男主角曾參與1944年442團的迷路大軍援救行動，後患有創傷後心理壓力緊張症候群。
- 哥倫比亞廣播公司的電視劇《铁证悬案》，於2007年12月9日的劇集中提到了442團和對日裔美國人的拘留營。
- 《戰爭（英语：The War (2007 TV series)）》：是一部7集15小時長的紀錄片，當中也提到了442團。

## 註解
1. ↑  . State of New Jersey.   [14 February 2011]. （原始内容存档于2011-06-28）.
2. ↑  Headquarters, Department of the Army; Major General J.C. Lambert.  (PDF). Department of the Army. 1961: 534  [14 November 2009]. （原始内容 (PDF)存档于2009年8月11日）.
3. ↑  . GlobalSecurity.org. 23 May 2005  [27 September 2008]. （原始内容存档于2008年9月11日）.
4. ↑  。在戰後1946解散，不過在1947年重組，1968轉移為美軍越戰的陸軍後備援軍，至今為美國陸軍中維一保留後備陸軍儲備的單位，主力駐守在夏威夷，2004年曾進駐伊拉克，後徹回夏威夷。
.   [2012-09-01]. （原始内容存档于2012-10-28）.
5. ↑  美國民主基本文獻-是松(Korematsu)訴美國政府案 （页面存档备份，存于），美國在台協會，2014-01-20查閱。另根據美國聯邦法規，其公務員在職務上之出版物，在全世界均屬公有領域，故摘錄。
6. ↑  本譯名可能不準確，或校際勝利志工團亦可，暫採意譯。
7. ↑  該詞語解釋見美國國家歷史博物館的介紹 （页面存档备份，存于）。（英文）
8. ↑  口號為「全力以赴」（Go For Broke）
9. ↑  regimental combat team，RCT
10. ↑  群是一個大於營，但小於旅的編制，故亦可譯為加強團。
11. ↑  Shirey 1990，第34頁
12. ↑  heavy barrage，或譯重彈幕攻擊，指用一種使用火砲構成的綿密砲擊，可參見彈幕(軍事)。
13. 1 2  . Goforbroke.org.   [17 August 2012]. （原始内容存档于2012年8月13日）.
14. ↑  Crost 1994，第149頁
15. ↑  Shirey 1990，第36頁
16. ↑  Go For Broke National Education Center video archive. Harry Abe, Film #348, Tape 2, 28:00 min.
17. ↑  Shirey 1990，第37頁
18. ↑  Shirey 1990，第38頁
19. ↑  
.   [2012-09-01]. （原始内容存档于2012-08-30）.
20. ↑  於軍事術語中，一個有獨立執行任務特性的隊伍是使用同樣的字，表示原本非其所屬，必須看其直屬上級單位的規模翻譯。如上文中的442團的medical detachment為醫務支隊。
21. ↑  . Goforbroke.org.   [2012-08-17]. （原始内容存档于2012-10-22）.
22. ↑  Sterner 2008，第56–57頁
23. ↑  
. 環球新聞片. 1944  [21 February 2012].
24. ↑  Steidl 2000，第43頁
25. ↑  Sterner 2008，第60頁
26. ↑  Shirey 1990，第57頁
27. ↑  Sterner 2008，第62頁
28. ↑  Shirey 1990，第51, 54頁
29. ↑  Crost 1994，第182, 183頁
30. 1 2  Remembrances 1992，第139頁
31. ↑  參見阿拉摩之戰
32. ↑  Carl E  Lundquist，10月8日至10月28日就任，他的前一任是Clyde E Steele，同年的8月29至10月7日，比他在職時間長上一些。當時36師歷任各主官姓名可見於：36th INFANTRY DIVISION （页面存档备份，存于），美國陸軍歷史網，2014-01-24查閱。（英文）
33. ↑  1921-現在。他的自述可見於YouTube上的Charles Coolidge, Medal of Honor, WWII，Medal of Honor: Oral Histories，2011-09-27日，2014-01-24查閱。（英文）
34. ↑  command post
35. ↑  Steidl 2000，第61–62頁
36. ↑  時任36師師長
37. ↑  1892-1971，根據THE 100/442D REGIMENTAL COMBAT TEAM'S RESCUE OF THE LOST BATTALION: A STUDY IN THE EMPLOYMENT OF BATTLE COMMAND （页面存档备份，存于）第52頁所載。
38. ↑  Steidl 2000，第66頁
39. ↑  Williams 2000
40. ↑  Tanaka 2005
41. ↑  .   [2008-09-23]. （原始内容存档于2008年7月9日）.
42. ↑  Scott, John L. . Los Angeles Times. 3 October 1967: C1.
43. ↑  Chang 1985
44. ↑  原劇第四集1小時40分左右，為了保護戰友夏木，以自身為肉盾，受槍擊後傷重不治。
45. ↑  YouTube上的Go For Broke! (1951)（英文）